# 氧化三氟胺
氧化三氟胺，化学式F3NO，是有强氟化性的无机化合物，由六氟化铱或六氟化铂与一氧化氮反应得到。硝酸在氟气中燃烧也会产生氧化三氟胺。

## 反应
氧化三氟胺不和水、玻璃和镍反应，使它更容易运输。
氧化三氟胺的加合物一般都是五氟化物，或是含有F2NO+离子的六氟化物盐。
| 反应物         | 产物         |
| -------------- | ------------ |
| N2F4           | NF3          |
| N2O4           | NO2F         |
| Cl2            | ClF          |
| SF4            | SF6          |
| 氢氧化钠水溶液 | NO3−和F−     |
| H2SO4          | HNO3和氢氟酸 |

氧化三氟胺会和汞缓慢反应，生成氟化汞和氮氧化物。它在300 °C下缓慢分解，生成F2、NO2F、NOF、NO2、NO。